# Nava del Barco
Nava del Barco település Spanyolországban, Ávila tartományban. Nava del Barco Navalonguilla, Puerto Castilla, Gil García, Umbrías, Navatejares és Tormellas községekkel határos. Lakosainak száma 83 fő (2024).

## Népesség
A település népessége az utóbbi években az alábbiak szerint változott:
| Lakosok száma | 171  | 143  | 133  | 115  | 117  | 102  | 105  | 84   | 79   | 83   |
|               | 2001 | 2004 | 2006 | 2009 | 2011 | 2014 | 2016 | 2019 | 2021 | 2024 |